# Herman III (hrabia Kalvelage)
Herman III (ur. ok. 1075/1080, zm. ok. 1144) – hrabia Kalvelage.

## Życiorys
Herman był synem hrabiego Kalvelage Hermana II oraz Etelindy, córki księcia Bawarii Ottona II z Northeimu. Swoje hrabstwo powiększył o rejon Bielefeldu. Wybudował zamek Ravensberg. Był stronnikiem Lotara III z Supplinburga i toczył liczne waśnie z sąsiadami.
Był żonaty z Judytą, córką hrabiego Zütphen Ottona. Jego dziećmi byli hrabia Ravensbergu Otto I i Jadwiga, żona hrabiego Dale Gerarda I.